# Kizynek II

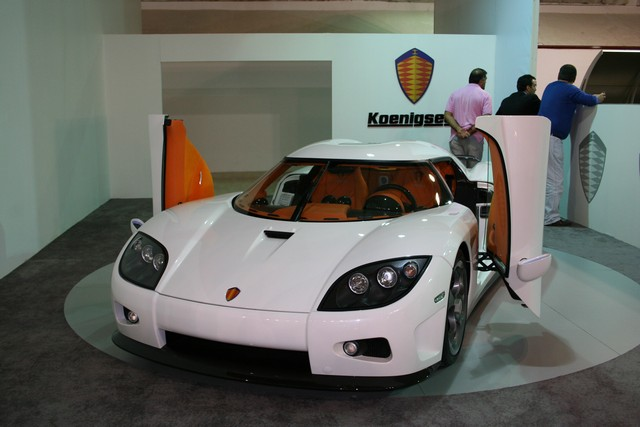
Samochód marki Koenigsegg, w tle widoczne logo firmy

Kizynek II (Kizynek 2do), właśc. Koenigseck (Königseck) – pruski herb szlachecki.

## Opis herbu
Opis z wykorzystaniem klasycznych zasad blazonowania:
Tarcza szachowana w karo, złoto-czerwono. Klejnot: nad hełmem w koronie siedem piór strusich, na przemian czerwonych i złotych. Labry czerwone podbite złotem.

## Najwcześniejsze wzmianki
Herb w opisanej tutaj formie przytoczony został bez klejnotu przez Kaspra Niesieckiego, jako herb Zofii Kęsiny. Według autora, herb taki miał widnieć na witrażu blisko jej nagrobka w kościele w Szynwałdzie. O klejnot herb wzbogacił się w kolejnych polskich herbarzach: Stupnickiego, nowej redakcji Niesieckiego i Ostrowskiego. Rzeczony witraż istnieje do dzisiaj i herb tam przedstawiony jest z klejnotem: 7 piórami strusimi złotymi między czerwonymi.

### Herb Kizynek II a herb von Koenigseck
Wzmianka u Uruskiego wskazuje, że Zofia Kęsina Niesieckiego nosiła w istocie nazwisko Koenigseck. Ta niemiecka rodzina używała bardzo zbliżonego herbu, gdzie romby były ułożone skośnie i wszystkie pióra w klejnocie czerwone. Herb funkcjonujący w polskich źródłach byłby zatem zniekształconym herbem rodziny von Koenigseck. Potwierdza to opisywany przez Niesieckiego herb na witrażu, podpisany ZOPHIA VON KÖNNIGSECGK-LASKIN (Zofia von Könnigseck-Łaska).

## Herbowni
Ponieważ herb Kizynek II był herbem własnym, przysługiwał tylko jednej rodzinie herbownych:
Kęsina, właściwie Koenigseck, Königseck.

## Występowanie poza heraldyką szlachecką
Herb ten, w formie właściwej (tj. znanej ze źródeł niemieckich), był jednym z elementów czteropolowego herbu osady Korsze, nadanego w 1927 (obecnie obowiązujący herb wprowadzono w latach 90 i nie nawiązuje on do rodziny Koenigseck). Korsze były długoletnią własnością rodu. Występuje także w herbach kilku gmin niemieckich w Szwabii (Aulendorf, Fronreute, Guggenhausen, Königseggwald, Fischen im Allgäu, Ofterschwang).
Christian von Koenigsegg, reprezentujący szwedzką gałąź rodziny, zajął się produkcją samochodów, i wprowadził swój herb rodowy do logo firmy – Koenigsegg Automotive AB.